# Подражанский, Александр Моисеевич
Александр Моисеевич Подражанский (род. 7 сентября 1941 года) — советский и российский учёный, гидронавт, исследователь Мирового океана с применением глубоководных обитаемых аппаратов.

## Биография
Родился 7 сентября 1941 года.
В 1965 году окончил факультет автоматических установок МГТУ имени Баумана. Начиная с 1968 года, работал в Институте Океанологии имени П. П. Ширшова АН СССР в качестве старшего пилота подводных обитаемых аппаратов АН СССР. Имеет более 3000 часов работы под водой, как в водолазном костюме в режиме сатурации (на глубине до 100 метров), так и в подводный обитаемых аппаратах (на глубине до 5600 метров).
Участвовал в создании советских глубоководных обитаемых аппаратов «Пайсис VII», «Пайсис XI», «Мир-1» и «Мир-2». Проводил исследования в Тихом океане, в рифтовой зоне Красного моря и других районах Мирового океана, а также на озере Байкал. В качестве командира глубоководного обитаемого аппарата «Пайсис-XI» (члены экипажа — второй пилот Анатолий Сагалевич и наблюдатель Николай Резников), впервые опустился на дно Байкала 10 августа 1977 года. Погружение длилось один час пятьдесят минут, достигнута глубина в 1410 м. Летом 1977 года «Пайсисы» совершили 47 погружений в Байкальские глубины.

## Награды и звания
- Орден Ленина — за создание ГОА «Мир-1» и «Мир-2»
- Орден «Знак Почёта» (21 декабря 1978) — за глубоководные исследования озера Байкал

## Публикации
- А. М. Подражанский Вижу дно Байкала. Гидрометеоиздат, 1982. — 152 с.
- Развитие зарубежных гидроакустических навигационных и исследовательских систем для использования в морской геологии и геофизике/ Н. Л. Шашков, А. М. Подражанский. — М.: ВИЭМС, 1988.
- А. М. Подражанский, М. Ростарчук, Г. А. Стефанов. Марш «Черномора». Гидрометеоиздат, Моск. отделение, 1973. —186 с.